# Ambassade du Nicaragua en France
L'ambassade du Nicaragua en France est la représentation diplomatique de la république du Nicaragua auprès de la République française. Elle est située au 34 avenue Bugeaud, dans le 16e arrondissement de Paris, la capitale du pays. Son ambassadrice est, depuis 2022, Sylvia Miranda Paniagua.

## Histoire
Dans les années 1900, la légation du Niraragua se trouvait 3 rue du Boccador (8e arrondissement) et le consulat général 51 rue de Clichy (9e arrondissement).
Dans les années 1920, la légation se situait 6 avenue de Camoëns et le consulat 1 rue Paul-Saunière (16e arrondissement).

## Liste des ambassadeurs
| Date de nomination | Date de remise des lettres de créance | Date de remise des lettres de créance | Diplomate                  |
| ------------------ | ------------------------------------- | ------------------------------------- | -------------------------- |
|                    | 21 septembre 1990                     | [ JORF 1 ]                            | Carlos José Barrios Torres |
|                    | 7 mars 1995                           | [ JORF 2 ]                            | Joaquin Gomez Cesar        |
|                    | 6 juillet 1998                        | [ JORF 3 ]                            | Mario Salvo Horvilleur     |
|                    | 4 novembre 2003                       | [ JORF 4 ]                            | Carmen Zelaya              |
|                    | 26 octobre 2012                       | [ JORF 5 ]                            | Ruth Esperanza Tapia Roa   |
| 12 septembre 2022  | 22 septembre 2023                     | [ JORF 6 ]                            | Sylvia Miranda Paniagua    |